# Volker Woest
Volker Woest  (* 1954 in Cuxhaven) ist ein deutscher Chemiedidaktiker und Hochschullehrer.

## Werdegang
Woest studierte die Fächer Chemie und Mathematik an der Universität Bremen und schloss 1982 mit dem Ersten Staatsexamen für das Lehramt an öffentlichen Schulen ab. Zwei Jahre später folgte das Zweite Staatsexamen für das Lehramt an öffentlichen Schulen. Von 1985 bis 1989 war er wissenschaftlicher Mitarbeiter im Bereich Fachdidaktik Chemie der Universität Bremen und unterrichtete außerdem an Bremer Gymnasien. Die Promotion zum Dr. rer. nat. erfolgte 1990 am Fachbereich Chemie der Universität Bremen mit einer Längsschnittstudie zum Thema "Offener Chemieunterricht" (Arbeitsgruppe Prof. Just). Von 1990 bis 1993 war Woest wissenschaftlicher Mitarbeiter beim Senator für Bildung (Bremen) und wechselte 1993 zurück an die Universität Bremen, wo er bis 1999 als wissenschaftlicher Assistent im Fachbereich Chemie arbeitete. Hier führte er die Wissenschaftlichen Begleitung von Modellversuchen zur "Umwelterziehung im naturwissenschaftlichen Fachunterricht" durch und arbeitete an der Entwicklung, Erprobung und Evaluation von Konzepten, Unterrichtsmaterialien und Lehrerhandreichungen. Die Habilitation für das Fachgebiet "Fachdidaktik Chemie" erfolgte 1997.
Seit dem Wintersemester 1999/2000 ist Woest Professor für Didaktik des Chemieunterrichts an der Friedrich-Schiller-Universität Jena.

## Forschungsgebiete und Interessen
- Binnendifferenzierung im Chemieunterricht
- naturwissenschaftlicher Anfangsunterricht (Chemie in der Grundschule)
- Integrierte Naturwissenschaften (Mensch-Natur-Technik, Naturwissenschaft und Technik)
- Experimentelle Archäologie und Chemie
- Entwicklung von Lernmaterialien zu organischen Naturstoffen
- Geschichte der Chemie und des Chemieunterrichts[1]

## Gremien
- 2002–2012 Mitglied im Direktorium des Zentrums für Lehrerbildung und Bildungsforschung (ZLB)
- 2004–2016 Mitglied im Fakultätsrat der Chemisch-Geowissenschaftlichen Fakultät
- 2004–2016 Studiendekan der Chemisch-Geowissenschaftlichen Fakultät
- 2004–2016 Mitglied im Studienausschuss des Akademischen Senats
- seit 2003 Leiter des Schülerlabors "Lernwerkstatt Chemie"[2]
- seit 2006 Leiter des Mitteldeutschen Chemielehrerfortbildungszentrums (Standort Jena)
- 2008–2016 Mitglied des Lehrerbildungsausschusses der FSU Jena (LBA)
- 2008–2016 Ständiger Vertreter des Leiters des Landesprüfungsamtes (LPA)
- seit 2011 Mitglied im Konsortium Thüringer Bildungsplan des TMBWK[1]